# Juan José Fernández-Campero de Herrera

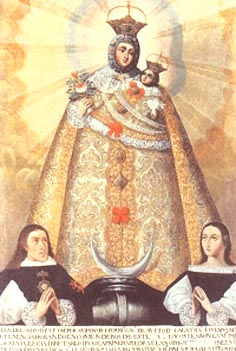
Juan José Fernández Campero de Herrera, luciendo el manto de caballero de la Orden de Calatrava, junto a Juana Clemencia de Ovando, y la imagen de N.S. de la Almudena, foto tomada hacía el año 2000 del cuadro existente en la Iglesia Principal de Cochinoca, Jujuy, Argentina, archivo Familia Campero Alvarado de Tucumán.

Juan José Fernández Campero de Herrera nació el 16 de septiembre de 1645 en Abionzo, Valle de  Carriedo, montañas de Burgos, en España. Era hijo de Juan Fernández Campero y de su esposa María de Herrera. Ostentó la dignidad de Caballero de la Orden de Calatrava, previo a su ennoblecimiento como Marqués. 
El Maestre de Campo llegó a las Indias con una carta de recomendación de la Reina Mariana de Austria, en el séquito del Virrey del Perú, el Conde de Lemos.  
Ya en América contrajo matrimonio con Juana Clemencia de Ovando, hija del encomendero Pablo Bernárdez de Ovando, poderoso terrateniente jujeño de la Puna, titular de las encomiendas de Casabindo y Cochinoca (actual provincia de Jujuy en lo que fuera el Virreinato del Río de la Plata ), y de Ana María de Mogollón y Orozco. Su esposa murió al dar a luz a su único hijo que también falleció en el parto, dejando a su esposo como único heredero de todos sus bienes que abarcaban encomiendas y haciendas que se extendían desde la provincia de Tarija (actual Bolivia), la Puna Jujeña, solares y fincas en la ciudad de Jujuy y en los valles templados.
Fernández Campero contrae entonces segundas nupcias con Josefina Gutiérrez de la Portilla, hija del gral. Benito Gutiérrez de la Portilla y de Juana Fernández Caballero, con quien tiene dos hijas:
- Manuela Micaela Ignacia Fernández Campero, que hereda el mayorazgo y se convierte en segunda marquesa del Valle del Toxo.
- Josefa Rosa Fernández Campero.

## Disputa con el gobernador del Tucumán, Esteban de Urízar y Arespacochaga
Las guerras recurrentes de la Gobernación del Tucumán contra las tribus indígenas del Chaco Gualam determinaron que el gobernador Esteban de Urízar y Arespacochaga solicitace en 1708 a todos los encomenderos de su jurisdicción, el envío de regimientos de indios para reforzar la campaña contra los indios chaqueños. 
Juan José Fernández Campero y Herrera se opuso vehementemente a dicha obligación, determinando que el gobernador le iniciase un juicio ante la Audiencia de Charcas por haber castigado físicamente a los caciques bajo su encomienda, como también, decretar el embargo de las encomiendas de Cochinoca y Casabindo, además de una multa de 2000 pesos de plata. 
Fernández Campero en virtud de su influencia logró revertir la medida ante la Audiencia de Charcas, luego de un pleito que conmovió a las autoridades del Virreinato del Perú, por el cuestionamiento a la autoridad del Gobernador.

## Otorgamiento del título de Marqués del Valle de Tojo
El 9 de agosto de 1708 mediante Real Cédula emitida por Felipe V, rey de España, Juan José Fernández Campero de Herrera recibe el título de Marqués del Valle del Toxo. La concesión de este título nobiliario obedecía a "la nobleza de su sangre", como también, a los probados antecedentes familiares y sus servicios a la Corona, además de su patronazgo a la obra de la Compañía de Jesús en la región del Tucumán y en Tarija. 
Falleció en San Francisco de Yavi en el año 1716.
Al morir ostentaba los títulos de Marqués del Valle del Toxo, Caballero de la Orden de Calatrava y Maestre de Campo.
| Predecesor: Creación por Real Cédula del 9 de agosto de 1708 | Marqués del Valle del Toxo 1708-1716 | Sucesor: Manuela Micaela Ignacia Fernández Campero |